# The Effects of 333
Albums de Black Rebel Motorcycle Club
Baby 81
(2007) Beat the Devil’s Tattoo
(2010)
The Effects of 333 est le cinquième album du groupe américain de rock alternatif Black Rebel Motorcycle Club, publié le 1er novembre 2008 sur internet.

## Liste des chansons
Toutes les chansons sont écrites et composées par Black Rebel Motorcycle Club.
| No  | Titre                           | Durée |
| --- | ------------------------------- | ----- |
| 1.  | The Effects of 333              | 3:33  |
| 2.  | Still No Answer                 | 5:11  |
| 3.  | I Know You're in There          | 5:42  |
| 4.  | And with This Comes             | 5:55  |
| 5.  | A Sad State                     | 5:02  |
| 6.  | A Twisted State                 | 4:07  |
| 7.  | Sedated with Sterilized Tongues | 6:37  |
| 8.  | We're Not Welcome Alone         | 7:20  |
| 9.  | Or Needed                       | 4:38  |
| 10. | And When Was Better             | 7:00  |